# Raúl Erazo
Raúl Eduardo Erazo Torriceli (1948) es un ingeniero civil y político chileno, miembro del Partido Socialista (PS). Se desempeñó como subsecretario de Transportes durante el primer gobierno de Michelle Bachelet, entre 2008 y 2010.

## Estudios
Es egresado de la Escuela de Ingeniería Civil de la Universidad de Chile, e ingeniero civil de la Universidad Politécnica de Helsinki, Finlandia.

## Trayectoria profesional
Entre 1974 y 1984, trabajó como ingeniero de transporte en Finlandia, Cuba y Ecuador. Luego, se desempeñó como consultor en ingeniería de transporte de Citra Ltda, entre 1984 y 1985; encargado del área de Transporte de Latina Ltda. entre 1985 y 1990; asesor del Ministerio de Transportes y Telecomunicaciones entre 1990 y 1994; y gerente de Proyectos de Latina Ltda, entre 1994 y 2006. Desde 2006 hasta 2008 ejerció como asesor de la Corporación de Fiscalización de Obras Públicas (CFOP) del Ministerio de Obras Públicas.
Es miembro de la Sociedad Chilena de Ingeniería en Transporte.

## Trayectoria política
El 30 de mayo de 2008, fue designado por la presidenta Michelle Bachelet como subsecretario de Transportes, tras la salida de Elinett Wolf, quien renunció luego que se diera a conocer que utilizó un vehículo fiscal que tenía asignado, para llevar adelante la distribución de frambuesas para cafés y restaurantes en el centro de Santiago. Se mantuvo en el cargo hasta el final del gobierno en marzo de 2010.